# 狭叶金盏苣苔
狭叶金盏苣苔（学名：Isometrum lancifolium var. tsingchengshanicum）为苦苣苔科金盏苣苔属下的一个变种。

## 扩展阅读
- 維基物種上的相關：狭叶金盏苣苔